# Theodor Benfey
Theodor Benfey (Nörten, Alemania, 28 de enero de 1809 - Göttingen, Alemania, 26 de junio de 1881) fue un filólogo alemán.

## Biografía
Fue el hijo de un comerciante judío de Nörten en Baja Sajonia. En 1834 se convirtió en un Privatdozent (profesor asociado) en la Universidad de Göttingen, enseñando
sánscrito y Gramática Comparativa.
Pese a que en sus orígenes estudió medicina, el gusto de Benfey por la filología se despertó por las cuidadosas lecciones de hebreo de su padre. Después de estudiar en Göttingen pasó un año en Múnich, donde se impresionó por las conferencias de Schelling y Thiersch, y después se convirtió en profesor en Frankfurt.
Las búsquedas de Benfey eran al principio principalmente clásicas, y su atención se desvió al sánscrito por un accidental wager que aprenda bastante de la lengua en unas cuantas semanas para ser capaces de revisar un libro nuevo a él. Esta hazaña cumpla, y rivalled en años más tardíos cuándo aprenda ruso para traducir V. P. Vasilev trabajo encima budismo. Para el tiempo, aun así, sus trabajos eran principalmente en clásicos y Semitic filología. En Göttingen, donde haya regresado tan Privatdozent,  escriba un poco trabajo en los nombres de los meses hebreos, probando que estuvieron derivados del persa, preparó el artículo grande encima India en Ersch y Gruber Enciclopedia, y publicado de 1839 a 1842 el Léxico de griego Arraiga cuál le obtuvo el Volney premio del Instituto de Francia.
De este tiempo, la atención de Benfey era principalmente dada a sánscrito. En 1848, él llegó al ser un profesor de ayudante, y publicó su edición del Sama-veda; en 1852–1854 su Manual de sánscrito, comprendiendo una gramática y chrestomathy; en 1858 su gramática de sánscrito práctica, después traducido a inglés; y en 1859 su edición del Panchatantra, con una disertación extensa en las fábulas y mitologías de naciones primitivas. Todos estos trabajos habían sido producidos bajo la presión de pobreza, el gobierno, si de parsimonia o de prejuicio contra un Jew, rechazando hacer cualquier adición sustancial a su salario pequeño como extra-profesor en la universidad.
Extensamente, en 1862, el agradecimiento de crecer de becarios extranjeros shamed él a hacerle un profesor normal, y en 1866 Benfey publicó el trabajo laborioso por qué es en general más sabido, su sánscrito grande-Diccionario inglés. En 1869 escriba una historia de búsqueda filológica alemana, especialmente Oriental, durante el siglo XIX. En 1878 su jubilee (50.º aniversario) como doctor fue celebrado por la publicación de un volumen de ensayos filológicos dedicados a él y escrito por los primeros becarios en Alemania. Haya diseñado para cerrar sus trabajos literarios por una gramática de Vedic sánscrito, y activamente lo preparaba cuándo esté interrumpido por enfermedad, el cual rescindió en su muerte en Göttingen.
Una colección de varias escrituras de Benfey fue publicada en 1890, prefaced por un memoir por su hijo. Entre sus alumnos era James Murdock. Algunos de sus ideas estuvieron desarrollados en Rusia por Fyodor Buslaev.

## Obras
Obras seleccionadas:
- Léxico de Raíces griegas, 1839-1842.
- El Cuneiforme Inscriptions, 1847.
- Los Himnos de Sama-Veda, 1848.
- La Historia de Filosofía Oriental en Alemania, 1868.
- Una Gramática Práctica de la Lengua de sánscrito para el Uso de Alumnado Temprano, 1868.
- Un sánscrito-Diccionario inglés: Con Referencias a la Edición Mejor de Autor de sánscrito y Etimologías y Comparaciones de Cognate Palabras Principalmente en griegos, latino, gótico y anglosajón, 1866